# Guillem de Masdovelles

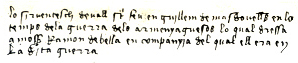
Carta de Masdovelles

Guillem de Masdovelles (Arbós (provincia de Tarragona), siglo XIV-siglo XV) fue un poeta en occitano, militar y político español.
Fue miembro de la corte de los reyes Martín el Humano y Fernando I. En 1389 participó en la guerra contra Bernat de Armagnac quien intentaba usurpar el trono de Juan I. Fue también oidor de cuentas de la Generalidad de Cataluña.
Se presentó a diversos Juegos Florales celebrados en Tolosa y en Barcelona, ciudad en la que fue premiado. De su obra se conservan quince poemas recogidos en el Cançoner dels Masdovelles, escritas en lengua occitana aunque plagada de catalanismos. Es autor de un sirventés dedicado a la campaña contra el conde de Armagnac escrito en tono de burla, así como de otro realizado por encargo del rey Martí durante la campaña de Catania.
De los poemas conservados destaca el dedicado a Guillem de Cervelló así como sus maldits en los que se despide de sus damas. Se conservan también seis debates poéticos mantenidos con su sobrino Joan Berenguer de Masdovelles quien realizó una traducción al catalán de un poema de Guillem.